# Франц Егертон, Трећи војвода Бриџвотера
Франц (Френсис) Егертон (енгл. Francis Egerton, 3rd Duke of Bridgewater; 21. мај 1736 — 8. март 1803) Трећи војвода Бриџвотера био је енглески земљопоседник који је финансирао изградњу првог канала у Британији и тако најавио велику еру изградње канала у Енглеској током 1780-их и 1790-их година.
Трагајући за јевтиним превозом угља произведеног у рудницима на свом имању, Ерегтон је 1859. унајмио инжењера Џејмса Бриндлија да изгради канал дугачак 16 километара од Ворсиља до Манчестера. Његов канал био је чудо инжењерства 18. века, посебно због аквадукта преко долине Ирвел.
Касније продужен до Ливерпула, канал је изазвао драматично смањење цене угља, а Бриндли је добио задатак да изгради још канала у свеукупној дужини од 580 километара.